# Simon Efimov
Simon Efimov (en russe : Симон Ефимов), né le 14 octobre 1996, est un skieur alpin russe.

## Biographie
En 2017 à Åre il prend la 3e place des championnats du monde juniors de slalom.
En mars 2019 il remporte le titre de Champion de Russie de slalom à Elizovo.
En février 2021, il prend la 16e place des championnats du monde (seniors) à Cortina d'Ampezzo. En avril 2021, il est vice-champion de Russie de slalom à Elizovo.

## Palmarès

### Championnats du monde
| Édition / Epreuve               | Slalom géant | Slalom  |
| Mondiaux 2017 Saint-Moritz      | Abandon      | Abandon |
| Mondiaux 2021 Cortina d'Ampezzo | -            | 16e     |

### Coupe du monde
- 19 épreuves disputées

### Championnats du monde juniors
| Épreuve / Édition     | Descente | Super G | Slalom géant | Slalom  | Combiné |
| Mondiaux 2015 Hafjell | Abandon  | 53e     | 45e          | Abandon | 42e     |
| Mondiaux 2016 Sotchi  | 37e      | 33e     | Abandon      | Abandon | Abandon |
| Mondiaux 2017 Åre     | -        | 38e     | 23e          | Bronze  | 21e     |